# Sclérotiniose

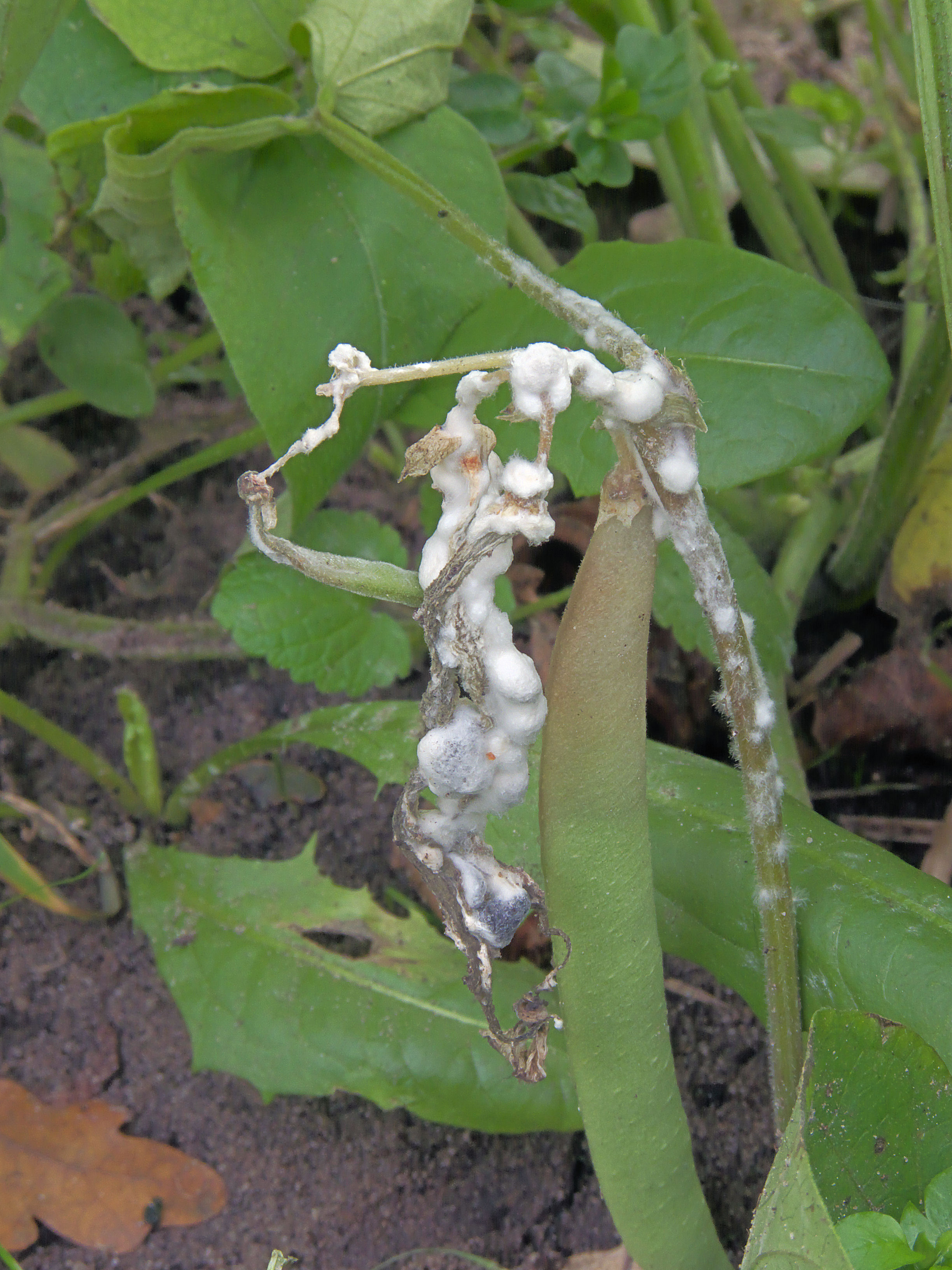
Symptômes de sclérotiniose sur haricot (Phaseolus vulgaris).

La sclérotiniose (souvent appelée « pourriture blanche ») est une maladie cryptogamique due à l'attaque de champignons parasites du genre Sclerotinia (Sclerotinia minor, Sclerotium cepivorum et Sclerotinia sclerotiorum).
La sclérotiniose est une des pathologies végétales les plus dévastatrices à travers le monde. Les rendements et la qualité de plus de 29 cultures d’importance économique, dont le tournesol, la carotte, l'artichaut et l’oignon, peuvent être diminués par cette maladie.
Cette maladie est difficile à gérer pour les producteurs puisqu’il n’existe aucun produit efficace pour le contrôle à long terme.
Aux États-Unis, compte tenu de l'importance des enjeux économiques touchant les cultures affectées par la sclérotiniose (notamment de colza, soja, tournesol, haricots secs et autres légumineuses : pois, lentilles, pois chiche), un programme de recherche consacré à cette maladie, dénommé « National Sclerotinia Initiative », a été fondé en 2002 à l'initiative des organisations professionnelles concernées. Ce programme est subventionné par l'Agricultural Research Service de l'USDA (ministère américain de l'Agriculture). 